# 仓东站
倉東站（韓語：창동역）是朝鮮民主主義人民共和國平安南道肃川郡的一個鐵路車站，属于清南线。

## 邻近车站
清南线
元興站 - 倉東站 - 三川浦站